# تياغو مارتينز (لاعب كرة قدم)
تياغو مارتينز هو لاعب كرة قدم برتغالي في مركز الوسط، ولد في 25 يونيو 1987 في غيمارايش في البرتغال. لعب مع ديسبورتيفو تروفينسي.

## وصلات خارجية
- تياغو مارتينز (لاعب كرة قدم) على موقع قاعدة بيانات كرة القدم.إي يو (الإنجليزية)